# فيرنون إي. فاغنر
فيرنون إي. فاغنر (بالإنجليزية: Vernon E. Wagner)‏ هو سياسي أمريكي، ولد في 13 يونيو 1926 في غولدن فالي في الولايات المتحدة. حزبياً، نشط في الحزب الجمهوري. وقد انتخب عضو مجلس نواب داكوتا الشمالية.